# Bronchoalveoläre Lavage
Die bronchoalveoläre Lavage (BAL; von lateinisch bronchus „Bronchie“, alveola „Lungenbläschen“ und lavare „waschen“) und die technisch davon verschiedene Bronchiallavage sind diagnostische und therapeutische Verfahren in der Medizin. Letztere wird im Englischen auch – eher historisch – als tracheal wash („Luftröhrenspülung“) bezeichnet. Diese Verfahren dienen zur Entnahme von Schleim, auch der Entfernung von Schleimpfropfen, und zytologischer Proben aus der Lunge im Rahmen einer Bronchoskopie.

## Durchführung
Die bronchoalveoläre oder bronchopulmonale Lavage erfolgt in der Lungentiefe, den Alveolen, und dient zytologischen und immunhistochemischen Untersuchungen.
Die Bronchiallavage hingegen wird in der Luftröhre und den Bronchien durchgeführt und hilft bei bakteriologischen Untersuchungen, bei mechanischer Reinigung oder zytologischen Untersuchungen. Oft wird sie mit Bürstenabstrichen im Rahmen der Gewinnung von Zellen kombiniert, ebenso mit Probenentnahmen mittels feiner Zangen.
Es gibt kombinierte Formen, bei denen zur therapeutischen Sekretentfernung Spülflüssigkeit in unterschiedlicher Menge, bis hin zu vielen Litern, verwendet wird, beispielsweise bei der Alveolarproteinose.
Beim Menschen gibt man meist Ringerlösung oder 0,9%ige Kochsalzlösung in die Lunge ein und saugt sie anschließend wieder ab. In der abgesaugten Lösung befinden sich dann der Schleim mit herausgespülten Zellen des Atemwegs-Epithels und Immunsystems sowie eventuell Bakterien und andere Krankheitserreger.

## Untersuchung des Materials
Das so gewonnene Material, dessen zelluläre Bestandteile vor allem Makrophagen, aber auch Lymphozyten und Granulozyten sind, kann zytologisch untersucht werden, um beispielsweise Bronchialkarzinome zu diagnostizieren, oder einer bakteriologischen Untersuchung zur Bestimmung des spezifischen Krankheitserregers zugeführt werden. Weiterhin können Hinweise auf die Organbeteiligung im Rahmen von Autoimmunerkrankungen (z. B. Sarkoidose, Alveolitis oder systemische Sklerodermie) gemacht werden. Hierzu sind spezielle zytologische Muster der gewonnenen Abwehrzellen (v. a. Leukozyten) wegweisend.

## Risiken
Nach der BAL kommt es in bis zu 2,3 % der Fälle zu Komplikationen, die jedoch nicht schwerwiegend sind. So kann es nach der Untersuchung zu Fieber, einer Engstellung der Bronchien, einer reversiblen (umkehrbaren) Abnahme der Lungenfunktionsparameter oder auch zu reversiblen entzündlichen Infiltraten von Lungensegmenten kommen. Bei Patienten mit einer erhöhten Blutungsneigung können auch Nachblutungen auftreten.